# Vadym Mel'nyk
Vadym Vasyl'ovyč Mel'nyk (in ucraino Вадим Васильoвич Мельник?, traslitterazione anglosassone: Vadym Vasylovych Melnyk; Leopoli, 16 maggio 1980) è un ex calciatore ucraino, di ruolo centrocampista o ala.

## Carriera

### Club
Vadym è stato un giocatore che ha militato nel Borysfen, nel Metalurh Donec'k, nel Mariupol e nel Desna Černihiv.

### Dopo il ritiro
Nel 2020 è stato nominato direttore tecnico del Desna Černihiv.

## Palmarès

### Club
- Druha Liha: 2

Borysfen: 1999-2000
Desna Černihiv: 2012-2013